# Philipp Scheidemann
Philipp Heinrich Scheidemann (26. července 1865 Kassel – 29. listopadu 1939 Kodaň) byl německý sociálně demokratický politik a publicista. V roce 1919 působil jako ministerský předseda (říšský kancléř) Výmarské republiky.

## Politika
V roce 1883 vstoupil do SPD, společně s Friedrichem Ebertem patřil mezi významné představitele strany. Od roku 1895 působil jako redaktor stranických časopisů. Dne 9. listopadu 1918 vyhlásil z balkónu říšské rady v Berlíně republiku. Po zhroucení císařského Německa se v únoru 1919 stal prvním ministerským předsedou Německa (v období Výmarské republiky); v červnu téhož roku jeho kabinet na protest proti versailleské smlouvě rezignoval. Později mu bylo komunisty dáváno za vinu, že se podílel na zavraždění Karla Liebknechta a Rosy Luxemburkové v lednu 1919, i na potlačení povstání spartakovců v Berlíně v lednu 1919. Byl v Praze v létě 1921 přítomen tělovýchovným slavnostem Svazu DTJ na Letné. Roku 1933 odešel do exilu.